# ایوان الیپوف
ایوان الیپوف (انگلیسی: Ivan Alypov; ۱۹ آوریل ۱۹۸۲ – ) اسکی‌باز صحرانوردی اهل روسیه بود.